# بروتوكول الإسكندرية

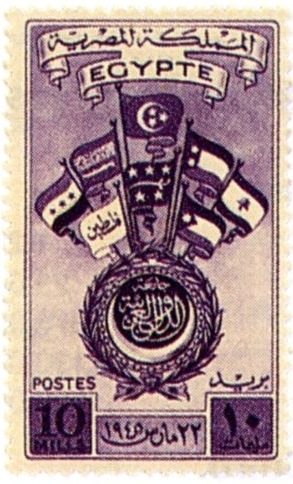
الطابع التذكاري لإنشاء جامعة الدول العربية في 22- مارس 1945 في مصر. وأعلام ثمانية دول: مملكة مصر - المملكة العربية السعودية - فلسطين - المملكة اليمينة المتوكلية - الجمهورية السورية - المملكة العراقية الهاشمية - المملكة الأردنية الهاشمية - جمهورية لبنان

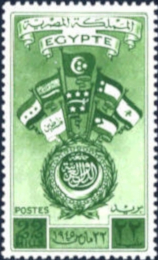
الطابع التذكاري لإنشاء جامعة الدول العربية في 22- مارس 1945 في مصر. وأعلام ثمانية دول: مملكة مصر - المملكة العربية السعودية - فلسطين - المملكة اليمينة المتوكلية - الجمهورية السورية - المملكة العراقية الهاشمية - المملكة الأردنية الهاشمية - جمهورية لبنان

في السابع من أكتوبر عام 1944, وفي مدينة الإسكندرية، اتفق قادة ستة دول عربية على إنشاء منظمة لتربط العرب ببعضهم البعض، والتي أنتجت لإنشاء جامعة الدول العربية في العام التالي. وكلهم توافقوا علي ما يسمي اليوم ببروتوكول الأسكندرية.
الهدف الرئيسي لهذه المنظمة، وسيكون لتعزيز العلاقات بين الدول العربية والمشاركة بفعالية في تنسيق الخطط السياسية والسياسة الخارجية من دون التدخل في استقلاليتها ووسائل مناسبة للحماية في حالة العدوان على دولة أو سيادتها.
الاجتماع الذي عقد في الإسكندرية شمل خمس لجان مع ممثلي الأعضاء المستقبليين في جامعة الدول العربية من البلدان في الشرق الأوسط وشمال أفريقيا.

## الأعضاء المؤسسون
- مصر: محمد نجيب الهلالي باشا، وزير التربية والتعليم، ومحمد صبري وبين البنك الأهلي المتحد، وعلام باشا، وزير العدل، ومحمد صلاح الدين بك، وكيل وزارة الخارجية من وزارة الشؤون الخارجية،
- العراق: حمدي الباجه جي، رئيس الوزراء العراقي ورئيس الوفد العراقي، محمد ارشاد عماري، وزير الشؤون الخارجية، ونوري سعيد، رئيس الوزراء العراقي السابق، عسكري الطحين العراقي الوزير المفوض في مصر
- سوريا: سعد الله الجابري، رئيس الوزراء السوري ورئيس الوفد السوري، جميل مردام بك، وزير الشؤون الخارجية، والدكتور نجيب محمد ارمنازي، الأمين العام لرئاسة الجمهورية السورية، محمد صبري، نائب دمشق
- الأردن (شرق الأردن قديماً): توفيق أبو الهدى باشا، رئيس الوزراء الأردني ووزير الخارجية، رئيس الوفد الأردني، وسليمان بك سكر، وزير المالية من وزارة الخارجية،
- لبنان : الرئيس بشارة الخوري، رياض بك الصلح، رئيس وزراء لبنان ورئيس الوفد اللبناني، تاكلا سليم بك، وزير الشؤون الخارجية، موسى مبارك، رئيس الجمهورية ورئيس مجلس الوزراء.
- المملكة المتوكلية اليمنية: الملك يحيى بن حميد الدين
- المملكة العربية السعودية: الملك عبد العزيز بن عبد الرحمن بن فيصل آل سعود

## نص البروتوكول
النص الكامل لبروتوكول الإسكندرية الموقع في عام 1944:
رئيس اللجنة التحضيرية
حضرة صاحب المقام الرفيع مصطفى النحاس باشا رئيس مجلس وزراء مصر ووزير خارجيتها ورئيس الوفد المصري.
الوفد السوري
حضرة صاحب الدولة السيد سعد الله الجابري رئيس مجلس وزراء سوريا ورئيس الوفد السوري. حضرة صاحب الدولة جميل مردم بك وزير الخارجية. سعادة الدكتور نجيب الأرمنازي أمين سر العام لرئاسة الجمهورية. سعادة الأستاذ صبري العسلي نائب دمشق.
الوفد الأردني
حضرة صاحب الدولة توفيق أبو الهدى باشا رئيس مجلس وزراء شرق الأردن ووزير خارجيته ورئيس الوفد الأردني. سعادة سليمان سكر بك سكرتير مالي وزارة الخارجية.
الوفد العراقي
حضرة صاحب الدولة السيد حمدي الباجه جي رئيس مجلس وزراء العراق ورئيس الوفد العراقي. حضرة صاحب المعالي السيد أرشد العمري وزير الخارجية . حضرة صاحب الدولة السيد نوري السعيد رئيس مجلس وزراء العراق سابقا. حضرة صاحب السعادة السيد تحسين العسكري وزير العراق المفوض بمصر.
الوفد اللبناني
حضرة صاحب الدولة رياض الصلح بك رئيس مجلس وزراء لبنان ورئيس الوفد اللبناني. حضرة صاحب المعالي سليم تقلا بك وزير الخارجية. سعادة السيد موسى مبارك مدير غرفة حضرة صاحب الفخامة رئيس الجمهورية.
الوفد المصري
حضرة صاحب المعالي أحمد نجيب الهلالي باشا وزير المعارف العمومية. حضرة صاحب المعالي محمد صبري أبو علم باشا وزير العدل. حضرة صاحب العزة محمد صلاح الدين بك وكيل وزارة الخارجية.
إثباتا للصلات الوثيقة والروابط العديدة التي تربط بين البلاد العربية جمعاء، وحرصا على توطيد هذه الروابط وتدعيمها وتوجيهها إلى ما فيه خير البلاد العربية قاطبة وصلاح أحوالها وتأمين مستقبلها وتحقيق أمانيها وآمالها، واستجابة للرأي العربي العام في جميع الأقطار العربية.
قد اجتمعوا بالاسكندرية بين يوم الاثنين 8 شوال سنة 1363 (الموافق 25 سبتمبر/أيلول سنة 1944) ويوم السبت 20 شوال سنة 1363 (الموافق 7 أكتوبر/تشربن الأول سنة 1944) في هيئة لجنة تحضيرية للمؤتمر العربي العام وتم الاتفاق بينهم على ما يأتي:
أولا: جامعة الدول العربية
تؤلف "جامعة الدول العربية" من الدول العربية المستقلة التي تقبل الانضمام إليها. ويكون لهذه الجامعة مجلس يسمى " مجلس جامعة الدول العربية " تمثل فيه الدول المشتركة في "الجامعة" على قدم المساواة.
وتكون مهمته مراعاة تنفيذ ما تبرمه هذه الدول فيما بينها من الاتفاقات وعقد اجتماعات دورية لتوثيق الصلات بينها وتنسيق خططها السياسية تحقيقا للتعاون بيها وصيانة لاستقلالها وسيادتها من كل اعتداء بالوسائل الممكنة وللنظر بصفة عامة في شؤون البلاد العربية ومصالحها.
وتكون قرارات هذا "المجلس " ملزمة لمن يقبلها فيما عدا الأحوال التي يقع فيها خلاف بين دولتين من أعضاء الجامعة، ويلجأ فيها الطرفان إلى المجلس لفض هذا الخلاف، ففي هذه الأحوال تكون قرارات " مجلس الجامعة " نافذة ملزمة.
ولايجوز على كل حال الالتجاء إلى القوة لفض النزاعات بين دولتين من دول الجامعة، ولكل دولة أن تعقد مع دولة أخرى من دول الجامعة أو غيرها اتفاقات خاصة لا تتعارض مع نصوص هذه الاحكام أو روحها.
ولا يجوز في أية حال اتباع سياسة خارجية تضر بسياسة جامعة الدول العربية أو أية دولة منها.
ويتوسط المجلس في الخلاف الذي يخشى منه وقوع حرب بين دولة من دول الجامعة وبين أية دولة أخرى من دول الجامعة أوغيرها للتوفيق بينهما.
ثانيا: التعاون في الشؤون الاقتصادية والثقافية والاجتماعية وغيرها
1- تتعاون الدول العربية الممثلة في اللجنة تعاونا وثيقا في الشؤون الآتية: الشؤون الاقتصادية والمالية بما في ذلك التبادل التجاري والجمارك والعملة وأمور الزراعة والصناعة. شؤون المواصلات بما في ذلك السكك الحديدية والطرق والطيران والملاحة والبرق والبريد. شؤون الثقافة. شؤون الجنسية والجوازات والتأشيرات وتنفيذ الأحكام وتسليم المجرمين وما إلى ذلك. الشؤون الاجتماعية. الشؤون الصحية.
2- تؤلف لجنة فرعية من الخبراء لكل طائفة من هذه الشؤون تمثل فيها الحكومات المشتركة في اللجنة التحضيرية وتكون مهمتها إعداد مشروع قواعد التعاون في الشؤون المذكورة ومداه وأداته.
3- تؤلف لجنة للتنسيق والتحرير تكون مهمتها مراقبة عمل اللجان الفرعية الاخرى وتنسيق ما يتم من أعمالها أولا فأول وصياغته في شكل مشروعات اتفاقات وعرضه على الحكومات المختلفة.
4- عندما تنتهي جميع اللجان الفرعية من أعمالها تجتمع اللجنة التحضيرية لتعرض عليها نتائج بحث هذه اللجان تمهيدا لعقد المؤتمر العربي العام.
ثالثاً: تدعيم هذه الروابط في المستقبل
مع الاغتباط بهذه الخطوة المباركة ترجو اللجنة أن توفق البلاد العربية في المستقبل إلى تدعيمها بخطوات أخرى وبخاصة إذا أسفرت الاوضاع العالمية بعد الحرب القائمة عن نظم تربط بين الدول العربية بروابط أمتن وأوثق.
رابعاً: قرار خاص بلبنان
تؤيد الدول العربية الممثلة في اللجنة التحضيرية مجتمعة احترامها لاستقلال لبنان وسيادته بحدوده الحاضرة وهو ما سبق لحكومات هذه الدول أن اعترفت به بعد أن انتهج سياسة استقلالية أعلنتها حكومته في بيانها الوزاري الذي نالت عليه موافقة المجلس النيابي اللبناني بالاجماع في 7 أكتوبر/تشرين الأول سنة 1943.
خامساً: قرار خاص بفلسطين
1- ترى اللجنة أن فلسطين ركن مهم من أركان البلاد العربية وأن حقوق العرب لا يمكن المساس بها من غير إضرار بالسلم والاستقرار في العالم العربي.
كما ترى اللجنة أن التعهدات التي ارتبطت بها الدولة البريطانية والتي تقضي بوقف الهجرة اليهودية والمحافظة على الأراضي العربية والوصول إلى استقلال فلسطين هي من حقوق العرب الثابتة التي تكون المبادرة إلى تنفيذها خطوة نحو الهدف المطلوب ونحو استتباب السلم وتحقيق الاستقرار.
وتعلن اللجنة تأييدها لقضية عرب فلسطين بالعمل على تحقيق أمانيهم المشروعة وصون حقوقهم العادلة.
وتصرح اللجنة بأنها ليست أقل تألما من أحد لما أصاب اليهود في أوروبا من الويلات والآلام على يد بعض الدول الأوروبية الدكتاتورية، ولكن يجب أن لا يخلط بين مسألة هؤلاء اليهود وبين الصهيونية. إذ ليس أشد ظلما وعدوانا من أن تحل مسألة يهود أوروبا بظلم آخر يقع على عرب فلسطين على اختلاف أديانهم ومذاهبهم.
2- يحال الاقتراح الخاص بمساهمة الحكومات والشعوب العربية في "صندوق الأمة العربية" لإنقاذ أراضي العرب في فلسطين إلى لجنة الشؤون الاقتصادية والمالية لبحثه من جميع وجوهه وعرض نتيجة البحث على اللجنة التحضيرية في اجتماعها المقبل.
وإثباتا لما تقدم وقع هذا البروتوكول بادارة جامعة فاروق الأول بالأسكندرية في يوم السبت 20 شوال سنة 1363 (الموافق 7 أكتوبر/تشرين الأول سنة 1944).
| إمضاءات           |                   |                 |
| مصطفى النحاس      |                   |                 |
| سعد الله الجابري  |                   | توفيق أبو الهدى |
| أحمد نجيب الهلالي | جميل مردم         |                 |
| سليمان سكر        | محمد صبري أبو علم |                 |
| نجيب الأرمنازي    | محمد صلاح الدين   |                 |
| صبري العسلي       | حمدي الباجه جي    |                 |
| رياض الصلح        | أرشد العمري       |                 |
| موسى مبارك        | تحسين العسكري     |                 |

## المرجعية
- http://www.arableagueonline.org/las/arabic/categoryList.jsp?level_id=113